# Millettia pulchra
Millettia pulchra är en ärtväxtart som beskrevs av Wilhelm Sulpiz Kurz. Millettia pulchra ingår i släktet Millettia och familjen ärtväxter. IUCN kategoriserar arten globalt som livskraftig.

## Underarter
Arten delas in i följande underarter:
- M. p. chinensis
- M. p. laxior
- M. p. microphylla
- M. p. parviflora
- M. p. pulchra
- M. p. tomentosa
- M. p. yunnanensis